# Tondemo Sukiru de Isekai Hōrō Meshi
Готування просто неба з абсурдними здібностями (яп. とんでもスキルで異世界放浪メシ, Tondemo Sukiru de Isekai Hōrō Meshi, англ. Campfire Cooking in Another World with My Absurd Skill) — серія японських ранобе, написана Реном Еґучі. Серія виникла на вебсайті Shōsetsuka ni Narō у січні 2016 року, а потім була надрукована з ілюстраціями від Маса компанією Overlap, починаючи з листопада 2016 року, під назвою Overlap Novels. Станом на грудень 2022 року вийшло тринадцять томів.
Адаптація манґи, проілюстрована Акаґіші К, почалася на вебсайті Comic Gardo в березні 2017 року. Станом на грудень 2022 року окремі розділи манґи були зібрані в дев’ять томів. Спіноф манґи, проілюстрований Момо Футаба, почав входити на тому ж вебсайті в серпні 2018 року. Станом на грудень 2022 року окремі розділи спінофу зібрано у сім томів. Прем'єра аніме-телесеріалу від студії MAPPA відбулася 13 січня 2023 року.

## Сюжет
Групу з чотирьох звичайних землян, двох чоловіків і двох жінок, чарівним чином викликають у царство Рейзеґер, щоб допомогти їм у боротьбі з істотою, відомою як «Король демонів». Троє з них, здається, в результаті виклику. мають особливі магічні бойові сили і прийняті як «герої». Проте четвертий, Цуйоші Мукода, як виявилося, володіє силою «онлайн-супермаркету»; оскільки його «подарунок», здається, не приносить жодної користі та ще й він дуже підозріло ставиться до подій в цьому королівстві, він приймає невеликий мішечок із золотими монетами від короля Рейзеґера та вирушає в дорогу, вирішивши піти геть. Експериментуючи зі своєю новою здатністю, він виявляє, що може отримати доступ до онлайн-меню з японською їжею, яке чарівним чином з’являється, коли він використовує свої гроші, щоб купити продукти. Пробираючись до прикордонного міста, намагаючись залишити Рейзеґер (що, через поточну ситуацію, намагається зробити багато людей), Мукода приєднується до групи пригодників, які прямують до Королівства Веенен і мають намір ваштуватися там, використовуючи свою здатність забезпечувати їжею та готувати (майстерність, якою Цуйоші, здається, їх перевершує). Мукода готує смачну їжу для своїх супутників, використовуючи інгредієнти, які він чарівним чином замовляє; він також виявляє, використовуючи здатність «оцінка», що їжа, яку він готує з інгредієнтів, куплених онлайн, дає велику витривалість людям. Коли він готує їжу, використовуючи м’ясо вбитого гігантського Червоного Кабана, «Фенрір» (гігантська магічна істота-вовк) на ім’я Фел відчуває запах їжі та вимагає, щоб Мукода також нагодував і його. Після кількох порцій Фенрір каже, що йому настільки подобається їжа Мукоди, що він вирішив укласти з Мукодою «фамільярну» угоду; від безвиході Мукода погоджується... навіть після того, як Фел наполягає на тому, щоб йому подавали три регулярні гігантські страви на день! А Фел — лише перший із могутніх магічних створінь і істот, які починають укладати угоди з Мукодою завдяки його смачній кулінарії!

## Персонажі
Tsuyoshi Mukoda (яп. 向田剛志, Mukōda Tsuyoshi)
Сейю: Yoshimasa Hosoya (drama CD), Yuma Uchida (anime)
Fel (яп. フェル, Feru)
Сейю: Tomokazu Sugita (drama CD), Satoshi Hino (anime)
Sui (яп. スイ)
Сейю: Misaki Kuno (drama CD), Hina Kino (anime)
Dora (яп. ドラ)
Сейю: Hiro Shimono  (drama CD)
Ninrir (яп. ニンリル, Ninriru)
Сейю: Ayane Sakura  (drama CD), Maaya Uchida (anime)
Agni (яп. アグニ, Aguni)
Сейю: Yō Taichi (anime)
Kishar (яп. キシャール, Kishāru)
Сейю: Yūko Kaida (anime)
Rusalka (яп. ルサールカ, Rusāruka)
Сейю: Saho Shirasu (anime)

## Медіа

### Ранобе
Серія, написана Реном Еґучі, почала публікуватися на вебсайті Shōsetsuka ni Narō 5 січня 2016 року. Пізніше цю серію придбала компанія Overlap, яка 25 листопада 2016 року почала видавати серію з ілюстраціями від Маса під своїм заголовком Overlap Novels. Станом на грудень 2022 року вийшло тринадцять томів. 
У березні 2019 року J-Novel Club оголосив, що вони ліцензували ранобе для публікації англійською мовою.

#### Список томів
| №  | Японською         | Японською              | Англійською       | Англійською            |
| №  | Дата виходу       | ISBN                   | Дата виходу       | ISBN                   |
| -- | ----------------- | ---------------------- | ----------------- | ---------------------- |
| 1  | 25 листопада 2016 | ISBN 978-4-86-554167-0 | 6 травня 2019     | ISBN 978-1-71-834300-9 |
| 2  | 25 березня 2017   | ISBN 978-4-86-554204-2 | 6 серпня 2019     | ISBN 978-1-71-834302-3 |
| 3  | 25 липня 2017     | ISBN 978-4-86-554239-4 | 7 жовтня 2019     | ISBN 978-1-71-834304-7 |
| 4  | 25 грудня 2017    | ISBN 978-4-86-554296-7 | 24 грудня 2019    | ISBN 978-1-71-834306-1 |
| 5  | 25 квітня 2018    | ISBN 978-4-86-554310-0 | 2 березня 2020    | ISBN 978-1-71-834308-5 |
| 6  | 25 січня 2019     | ISBN 978-4-86-554441-1 | 18 травня 2020    | ISBN 978-1-71-834310-8 |
| 7  | 25 липня 2019     | ISBN 978-4-86-554525-8 | 5 серпня 2020     | ISBN 978-1-71-834312-2 |
| 8  | 25 січня 2020     | ISBN 978-4-86-554597-5 | 19 жовтня 2020    | ISBN 978-1-71-834314-6 |
| 9  | 25 вересня 2020   | ISBN 978-4-86-554745-0 | 22 лютого 2021    | ISBN 978-1-71-834316-0 |
| 10 | 25 травня 2021    | ISBN 978-4-86-554915-7 | 29 вересня 2021   | ISBN 978-1-71-834318-4 |
| 11 | 25 листопада 2021 | ISBN 978-4-82-400046-0 | 25 травня 2022    | ISBN 978-1-71-834320-7 |
| 12 | 25 червня 2022    | ISBN 978-4-82-400214-3 | 15 листопада 2022 | ISBN 978-1-71-834322-1 |
| 13 | 25 грудня 2022    | ISBN 978-4-82-400366-9 | —                 | —                      |

### Манґа
Адаптація манґи, проілюстрована Акагіші К, почала виходити на вебсайті манґи Comic Gardo 24 березня 2017 року. Станом на грудень 2022 року окремі розділи серії були зібрані в дев’ять томів танкобон. У квітні 2020 року J-Novel Club оголосив, що вони також ліцензували адаптацію манґи для публікації англійською мовою.
Додаткова манґа, проілюстрована Момо Футабою, під назвою «Готування просто неба з абсурдними здібностями: Велика пригода Суї» (яп. とんでもスキルで異世界放浪メシ スイの大冒険, Tondemo Sukiru de Isekai Hōrō Meshi: Sui no Daibōken, англ. Campfire Cooking in Another World with My Absurd Skill: Sui's Great Adventure) почала виходити на вебсайті Comic Gardo 24 серпня 2018 року. Станом на грудень 2022 року окремі розділи серії були зібрані в сім томів танкобон. У вересні 2022 року J-Novel Club оголосив, що вони також ліцензували спіноф манґи англійською мовою.

#### Список томів

##### Основна серія
| № | Японською         | Японською              | Англійською    | Англійською            |
| № | Дата виходу       | ISBN                   | Дата виходу    | ISBN                   |
| - | ----------------- | ---------------------- | -------------- | ---------------------- |
| 1 | 25 грудня 2017    | ISBN 978-4-86-554297-4 | 28 жовтня 2020 | ISBN 978-1-71-834340-5 |
| 2 | 25 квітня 2018    | ISBN 978-4-86-554341-4 | 13 січня 2021  | ISBN 978-1-71-834341-2 |
| 3 | 25 січня 2019     | ISBN 978-4-86-554445-9 | 2 червня 2021  | ISBN 978-1-71-834342-9 |
| 4 | 25 липня 2019     | ISBN 978-4-86-554529-6 | 25 серпня 2021 | ISBN 978-1-71-834343-6 |
| 5 | 25 січня 2020     | ISBN 978-4-86-554607-1 | 26 жовтня 2021 | ISBN 978-1-71-834344-3 |
| 6 | 25 вересня 2020   | ISBN 978-4-86-554752-8 | 2 лютого 2022  | ISBN 978-1-71-834346-7 |
| 7 | 25 травня 2021    | ISBN 978-4-86-554923-2 | 13 квітня 2022 | ISBN 978-1-71-834345-0 |
| 8 | 25 листопада 2021 | ISBN 978-4-82-400055-2 | 22 червня 2022 | ISBN 978-1-71-834347-4 |
| 9 | 25 грудня 2022    | ISBN 978-4-82-400373-7 | —              | —                      |

##### Спіноф
| № | Японською         | Японською              | Англійською      | Англійською            |
| № | Дата виходу       | ISBN                   | Дата виходу      | ISBN                   |
| - | ----------------- | ---------------------- | ---------------- | ---------------------- |
| 1 | 25 січня 2019     | ISBN 978-4-86-554444-2 | 9 листопада 2022 | ISBN 978-1-71-834370-2 |
| 2 | 25 липня 2019     | ISBN 978-4-86-554528-9 | 11 січня 2023    | ISBN 978-1-71-834371-9 |
| 3 | 25 січня 2020     | ISBN 978-4-86-554606-4 | —                | —                      |
| 4 | 25 вересня 2020   | ISBN 978-4-86-554751-1 | —                | —                      |
| 5 | 25 травня 2021    | ISBN 978-4-86-554922-5 | —                | —                      |
| 6 | 25 листопада 2021 | ISBN 978-4-82-400054-5 | —                | —                      |
| 7 | 25 грудня 2022    | ISBN 978-4-82-400372-0 | —                | —                      |

### Аніме
29 жовтня 2022 року було анонсовано адаптацію у форматі аніме-телесеріалу. За виробництво відповідає студія MAPPA, режисером виступає Кійоші Мацуда, сценарій написала Мічіко Йокоте, дизайном персонажів займався Нао Оцу, а музику написали Масато Кода, Кана Утатане та Квартет Курікорд. Прем'єра серіалу відбулася 11 січня 2023 року на TV Tokyo та інших мережах  . Початковою темою є "Zeitaku na Saji" (яп. 贅沢な匙, "Exquisite Spoon")  Ван де Шопа, а завершальною темою є «Happy-go-Journey» Юми Учіди . Muse Communication ліцензували серіал у Південній та Південно-Східній Азії. Crunchyroll також ліцензували серіал.

#### Список епізодів
| № серії | Назва серії | Режисер(и)      | Сценарист(и)   | Оригінальна дата показу |
| ------- | --- | --------------- | -------------- | ----------------------- |
| 1       | «My Absurd Skill Is Unexpectedly Useful» Транслітерація: «Tondemo Sukiru wa Yakunitatsu» (яп. とんでもスキルは役に立つ) | Kiyoshi Matsuda | Michiko Yokote | 11 січня 2023           |
| 2       | «The Salient Familiar Is a Living Legend» Транслітерація: «Medatsu Jūma wa Ikiru Densetsu» (яп. 目立つ従魔は生きる伝説) | Буде визначено  | Буде визначено | 18 січня 2023           |

## Оцінки та відгуки
У 2018 році адаптація манґи була визнана другою найкращою ісекай-манґою за версією працівників японських книжкових магазинів.

## Нотатки
1. ↑  TV Tokyo lists the series premiere at 24:00 on January 10, 2023, which is effectively 12:00 a.m. JST on January 11.
2. 1 2  Information is taken from the ending credits of each episode.